# 里布欽齊 (文尼察州)
49°41′23″N 28°4′29″E / 49.68972°N 28.07472°E
里布欽齊（羅馬化：Rybchyntsi）是位於烏克蘭西南部文尼察州赫米利尼克區的村莊，始建於1797年，面積2.5平方公里，海拔高度274米，2001年人口1,180，人口密度每平方公里472人。